# بربرقلعه
بربرقلعه، روستایی در دهستان اترک بخش مرکزی شهرستان مانه در استان خراسان شمالی ایران است.

## جمعیت
بر پایه سرشماری عمومی نفوس و مسکن در سال ۱۳۹۵، جمعیت این روستا برابر با ۲۴۸ نفر (۷۴ خانوار) بوده‌است.

## زبان
زبان مردم این روستا کردی است